# Харофіти
Харофіти (Charophyta, стрептофітові водорості) —  відділ евкаріотних водоростей, які поєднують ознаки  водоростей і  вищих рослин. 
Назва походить від дав.-гр. χᾰρά — радість, краса.
На початку 2000-х до харофітної (або стрептофітної) лінії включали близько 65 родів (кілька тисяч видів).

## Характеристика
До стрептофітів належать водорості, у яких цитокінез здійснюється за участю примітивного або розвиненого фрагмопласту, мітоз відкритий або напіввідкритий; у представників, які мають джутикові стадії, цитоскелет клітин асиметричний.

## Систематика

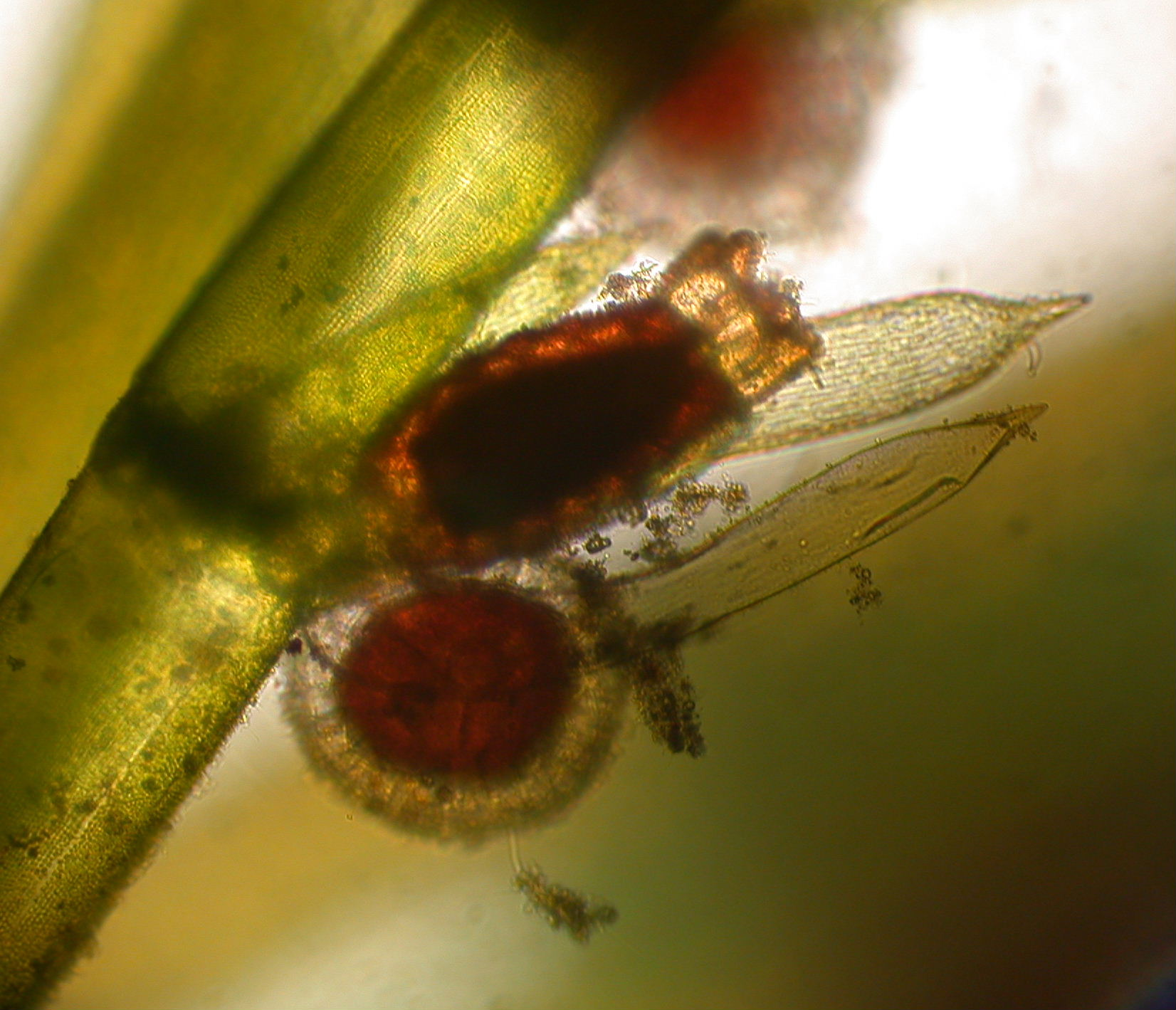

Тривалий час місце Charales у системах рослинного царства було невизначеним. Одні дослідники, враховуючи наявність хлорофілів a і b, а також крохмалю як запасної речовини, відносили харальних до відділу Chlorophyta. Інші — виділяли в самостійний відділ Charophyta, визнаючи його раннє відділення від інших зелених водоростей. Наступні ж — розглядали їх як проміжну ланку між зеленими водоростями і мохоподібними.
На початку 2000-х років до харофітної (стрептофітної) лінії крім власне харофіцієвих [=Charophyceae] включали класс зигнематофіцієвих [=Zygnematophyceae] та деякі зелені нитчасті водорості (зокрема, клас мезостигматофіцієвих [=Mesostigmatophyceae]), однак систематика відділу інтенсивно розроблялася та не була усталена.
Вважалося, що стрептофітні водорості разом з ембріофітами являють монофілетичну лінію еволюції